# Sakuragawa
Sakuragawa (Japans: 桜川市, Sakuragawa-shi) is een stad in de prefectuur Ibaraki op het eiland Honshu in Japan. De stad heeft een oppervlakte van 179,78 km² en medio 2008 ruim 47.000 inwoners. De stad ligt aan de gelijknamige rivier Sakuragawa ten noorden van de berg Tsukuba.

## Geschiedenis
Op 1 oktober 2005 werd Sakuragawa een stad (shi) na samenvoeging van de gemeentes Iwase (岩瀬町, Iwase-machi) en Makabe (真壁町, Makabe-machi) en het dorp Yamato (大和村, Yamato-mura).

## Economie
Sakuragawa is bekend door de vele steenhouwerijen waarbij gebruikgemaakt wordt van natuursteen van de berg Kaba.
Daarnaast is landbouw een belangrijke bron van inkomsten voor de stad.

## Bezienswaardigheden
- Amabiki Kannon tempel in het stadsdeel Yamato

## Verkeer
Sakuragawa ligt aan de Mito-lijn van de East Japan Railway Company.
Sakuragawa ligt aan de Kita-Kantō-autosnelweg en aan autoweg 50.

## Geboren in Sakuragawa
- Tamon Hasegawa (長谷川 大紋, Hasegawa, Tamon), politicus van de LDP

## Aangrenzende steden
- Chikusei
- Ishioka
- Kasama
- Mōka
- Tsukuba